# Литл Рок (Минесота)
Литл Рок (енгл. Little Rock) насељено је место без административног статуса у америчкој савезној држави Минесота.

## Демографија
По попису из 2010. године број становника је 1.208, што је 153 (14,5%) становника више него 2000. године.
| Група             | 2000.     | 2010.     |
| Белци             | 7 (0,7%)  | 5 (0,4%)  |
| Афроамериканци    | 1 (0,1%)  | 0 (0,0%)  |
| Азијати           | 0 (0,0%)  | 0 (0,0%)  |
| Хиспаноамериканци | 20 (1,9%) | 20 (1,7%) |
| Укупно            | 1.055     | 1.208     |